# Brachystelma nepalense
Brachystelma nepalense är en oleanderväxtart som först beskrevs av Radcl.-sm., och fick sitt nu gällande namn av U. Meve. Brachystelma nepalense ingår i släktet Brachystelma och familjen oleanderväxter. Inga underarter finns listade i Catalogue of Life.